# Eoophyla hamalis
Eoophyla hamalis là một loài bướm đêm trong họ Crambidae.